# 尹校
尹校（1523年—？），字原學，號印石，直隸徽州府歙縣人，錦衣衛官籍。明朝政治人物。

## 生平
嘉靖二十五年（1546年）丙午科順天府鄉試第九十七名舉人。嘉靖三十五年（1556年）中式丙辰科三甲第一百九十五名進士。吏部观政，授行人司行人，四十年六月考选南京湖广道試监察御史，四十一年二月實授，隆慶元年主南京官员考察。三年正月升南京光禄寺少卿，四年四月改任北光禄寺少卿，十月考察去职。工書法。

## 家族
曾祖尹誠，封武畧將軍；祖父尹鎮，封武畧將軍；父尹治，封武畧將軍。前母胡氏（贈宜人）；胡氏（封宜人）。兄尹相（锦衣千户）、弟尹棠。